# Ray Manzarek
Raymond Daniel Manzarek Jr., původně Manczarek (12. února 1939 Chicago, USA – 20. května 2013 Rosenheim, Německo) byl americký hudebník a skladatel, který se proslavil jako zakladatel a klávesista skupiny The Doors. Je považován za jednoho z nejlepších a nejvlivnějších rockových klávesistů v historii.

## Biografie

### Dětství a studium
Narodil se v Chicagu v katolické dělnické rodině polského původu. Už od mala ho rodiče – matka Helena a otec Raymond – učili hrát na klavír.
Roku 1960 získal titul z ekonomie na De Paul University, kde také hrál na piano v jazzové kapele a byl všestranně aktivním studentem. Pak odcestoval na západ do Los Angeles, kde chvíli navštěvoval přednášky práva na Kalifornské univerzitě. Po zanechání školy se v roce 1961 dal k armádě, kde původně chtěl nastoupit k signalistům jako kameraman, ale byl přidělen k bezpečnostnímu sboru jako zpravodajský analytik. Roku 1962 se vrátil do civilu a do Los Angeles, kde začal na UCLA studovat kinematografii. Během tohoto studia se potkal s Jimem Morrisonem.

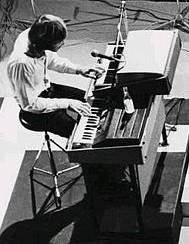
Manzarek při hraní (1968)

### The Doors
Jim a Ray se poznali prostřednictvím Johna de Belle (byl u natáčení Jimova jediného filmu na UCLA) a rychle se spřátelili. I když měli velmi odlišné povahy, vždy je spojoval zájem o filozofii, hlavně Nietzscheho. Kontrastovali spolu i navenek, zatímco Manzarek vyhlížel jako slušný a upravený intelektuál, Morrison působil jako uvolněný rebel v rozevláté košili a džínách (později nosil kožené nohavice). V roce 1965 se Manzarek začal zaobírat myšlenkami východních kultur: začal studovat meditaci a jógu u Mahariši Maheš Jógiho. Téhož roku s Morrisonem založili kapelu nazvanou The Doors, v inspiraci frází the doors of perception („brány vnímání“).

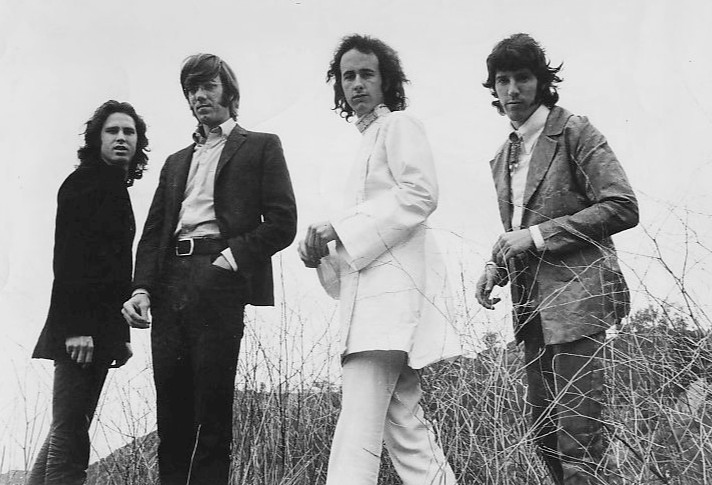
The Doors roku 1969, Manzarek druhý zleva

Ray v kapele hrál na klávesy zcela osobitým stylem, který jim umožnil obejít se na koncertech bez baskytaristy (měli ještě kytaristu a bubeníka, Morrison pouze zpíval). Pravou rukou hrál melodické vyhrávky, zatímco levou na druhém keyboardu basové tóny. Jeho způsob hry tak podstatně přispíval k nezaměnitelnému zvuku The Doors.

### Sólo
Po Morrisonově předčasné smrti roku 1971 a následném rozpadu The Doors roku 1973 se Ray dal na sólovou dráhu a natočil alba jako The Golden Scarab, Nite City, Carmina Burana, The Whole Thing Started With Rock & Roll.
V 80. letech Ray také produkoval filmy a dokumenty o skupině The Doors: No One Here Gets Out Alive, Dance On Fire a Doors Are Open. V 90. letech Soundstage Performances.
Od roku 2007 Ray hrál spolu s Robby Kriegerem v novém složení skupiny The Doors 2006 - 2007 s názvem Riders on the Storm, kterou v roce 2008 přejmenovali na Ray Manzarek and Robby Krieger of the Doors, spolu s baskytaristou Philem Chenem, bubeníkem Tyem Dennisem a zpěvákem Brettem Scallionsem, kterého v roce 2010 nahradil Dave Brock.

### Osobní život, smrt
Roku 1967 se Manzarek oženil s Dorothy Aiko Fujikawa, kterou také potkal na škole. Za svědky jim šli Morrison s přítelkyní Pamelou Courson.
Roku 1973 se jim narodil syn Pablo. Manželství přetrvalo 46 let až do Rayovy smrti.
Ray Manzarek zemřel roku 2013 ve věku 74 let na rakovinu žlučovodu, a to v bavorském Rosenheimu, kde podstupoval speciální léčbu.